# ويليام ويست (محامي)
ويليام ويست (بالإنجليزية: William West)‏ هو قاضي ومحامي أمريكي، ولد في 1733 في نورث كينغستاون في الولايات المتحدة، وتوفي في 1814.